# Dahlgrenius pulcher
Dahlgrenius pulcher är en skalbaggsart som först beskrevs av Vienna 1988.  Dahlgrenius pulcher ingår i släktet Dahlgrenius och familjen stumpbaggar. Inga underarter finns listade i Catalogue of Life.